# Muggsy Spanier
Francis Joseph Julian "Muggsy" Spanier, född 9 november 1901 i Chicago, Illinois, död 12 februari 1967 i Sausalito, Kalifornien, var en amerikansk jazzkornettist hemmahörande i Chicago. Han ansågs vara den mest framstående på detta instrument innan Bix Beiderbecke gjorde entré på scenen.

Muggsy ledde flera traditionella jazzorkestrar, främst Muggsy Spanier and His Ragtime Band, som egentligen spelade den slags jazz som senare kom att kallas Dixieland. Bandet blev stilbildande för traditionella jazzorkestrar som använde det modernare swingkompet. 
Vid sidan av Muggsy bestod orkestern av George Brunies (senare Brunis) (trombon och sång), Rodney Cless (klarinett), George Zack eller Joe Bushkin (piano), Ray McKinstry, Nick Ciazza eller Bernie Billings (tenorsaxofon) och Bob Casey (kontrabas). Ett flertal duktiga men till namnet okända trumslagare medverkade genom åren. 
Bandets signaturmelodi var "Relaxin' at the Touro", namnet hämtat från det sjukhus i New Orleans, där Muggsy i början av 1938 var inlagd för blödande magsår. Han hade räddats till livet av läkaren Alton Ochsner, vilken kom att hedras på detta sätt.
Ursprunget till hans smeknamn är oklart. En teori är, att han som barn var fan till den berömde basebollspelaren Muggsy McGraw, en annan att han ”mugged” (här: tog efter) storheter som King Oliver och Louis Armstrong, vilka han starkt beundrade. Han fick också ”sitta in” med King Olivers orkester på Lincoln Gardens i Chicago under det tidiga 1920-talet.
Muggsy Spanier avslutade sin karriär på 1960-talet med att leda ett traditionellt jazzband bestående av gamla vänner och spelkamrater, bland andra Joe Sullivan (piano), Pops Foster (kontrabas) och Darnell Howard (klarinett). 
Utan att vara en stor tekniker eller virtuos, hade han ändå förmåga att leda sina orkestrar till framgång på jazzens område. Under sin levnad gjorde han ett stort antal skivinspelningar.